# Stabio
Stabio är en ort och kommun  i distriktet Mendrisio i kantonen Ticino, Schweiz. Kommunen har 4 485 invånare (2023).
Kommunen gränsar i väster och söder till Italien.